# Modern Combat 2: Black Pegasus
Modern Combat 2: Black Pegasus, é o segundo jogo de guerra em primeira pessoa desenvolvida pela Gameloft.
O jogo conta a história de um grupo de soldados que têm a missão de eliminar grupos terroristas em várias partes do mundo, principalmente nas regiões da Ásia.
O movimento é controlado por um joystick virtual no
ecrã, os jogadores também podem se agachar,
lançar granadas, usar mira, recarregar, mudar de
armas e atirar usando os botões virtuais na tela
sensível ao toque. Todos os controles podem ser
personalizadas a partir do menu principal.
Pode ser jogado tanto off line como on line, principalmente na fase da carreira multiplayer.
O jogo foi desenvolvido para Windows Mobile, Java, Bada, BlackBerry e Android.
<gameloft.com>